# مروان محمد
مروان محمد (مواليد 8 يناير 1994، لاعب كرة قدم إماراتي يجيد اللعب في الظهير الأيسر.
لعب مع مع نادي الشباب ونادي الإمارات ونادي حتا والنادي العربي ونادي الذيد.

## روابط خارجية
- مروان محمد على موقع Soccerway.com (الإنجليزية)